# Частна производна
Частна производна е производна по кой да е от аргументите (независими променливи) на функция на много променливи. При намиране на частна производна по аргумент останалите аргументи се приемат за параметри. Всяка функция на много променливи притежава толкова частни производни, колкото са аргументите ѝ. Частните производни отразяват скоростта на изменение на функцията по дадена координатна ос. Използват се широко във векторния анализ и диференциалната геометрия.
Частната производна на функция {\displaystyle f(x,y,\dots )} по отношение на променливата {\displaystyle x} може да бъде изписана по някой от следните начини:
{\displaystyle f_{x}^{\prime },\ f_{x},\ \partial _{x}f,\ D_{x}f,\ D_{1}f,\ {\frac {\partial }{\partial x}}f,{\text{ or }}{\frac {\partial f}{\partial x}}.}
Понякога, ако {\displaystyle z=f(x,y,\dots )}, обозначаваме частната производна по отношение на {\displaystyle x} като {\displaystyle {\partial z} \over {\partial x}}. Тъй като частната производна обикновено е функция на същите аргументи като на първоначалната функция, тази функционална зависимост понякога е изрично включвана в обозначението:
{\displaystyle f_{x}(x,y,...),\ {\frac {\partial f}{\partial x}}(x,y,...).}
Символът, използван за означаване на частна производна е ∂. Един от първите случаи на използването му в математиката е дело на Жан-Антоан дьо Кондорсе от 1770 г., който го използва за частни производни.
Нека приемем, че ƒ е функция на повече от една променлива. Например,
{\displaystyle z=f(x,y)=\,\!x^{2}+xy+y^{2}.\,}
Графиката на тази функция определя повърхнина в Евклидово пространство. За всяка точка от тази равнина съществуват безброй допирателни. Частната диференциация е действието на избиране на една от тези линии и намирането на наклона ѝ. Най-често обект на интерес са тези прави, които са успоредни на равнината {\displaystyle xz}, и тези, успоредни на равнината {\displaystyle yz} (в зависимост от това дали y, или x е взета за константа респективно).
За да се намери наклона на допирателната на функцията в {\displaystyle P(1,1)} и успоредна на равнината {\displaystyle xz}, трябва {\displaystyle y} да се счита за константа. Графиката и тази равнина са показани отдясно. Долу се вижда как функция изглежда в равнината {\displaystyle y=1}. Намирайки производната на уравнението, докато вземаме {\displaystyle y} за константа, намираме, че наклонът на {\displaystyle f} в точка {\displaystyle (x,y)} е:
{\displaystyle {\frac {\partial z}{\partial x}}=2x+y.}
Така че в {\displaystyle (1,1)}, чрез заместване, наклонът е 3. Следователно
{\displaystyle {\frac {\partial z}{\partial x}}=3.}
в точка {\displaystyle (1,1)}. Това ще рече, че е частната производна на {\displaystyle z} по отношение на {\displaystyle x} в {\displaystyle (1,1)} е 3, както е показано на графиката.